# کوشگگ
کوشگگ (به لاتین: Kushgag) یک منطقهٔ مسکونی در افغانستان است که در ولسوالی جرم واقع شده‌است. کوشگگ ۲٬۵۸۰ متر بالاتر از سطح دریا واقع شده‌است.